# Chromium OS

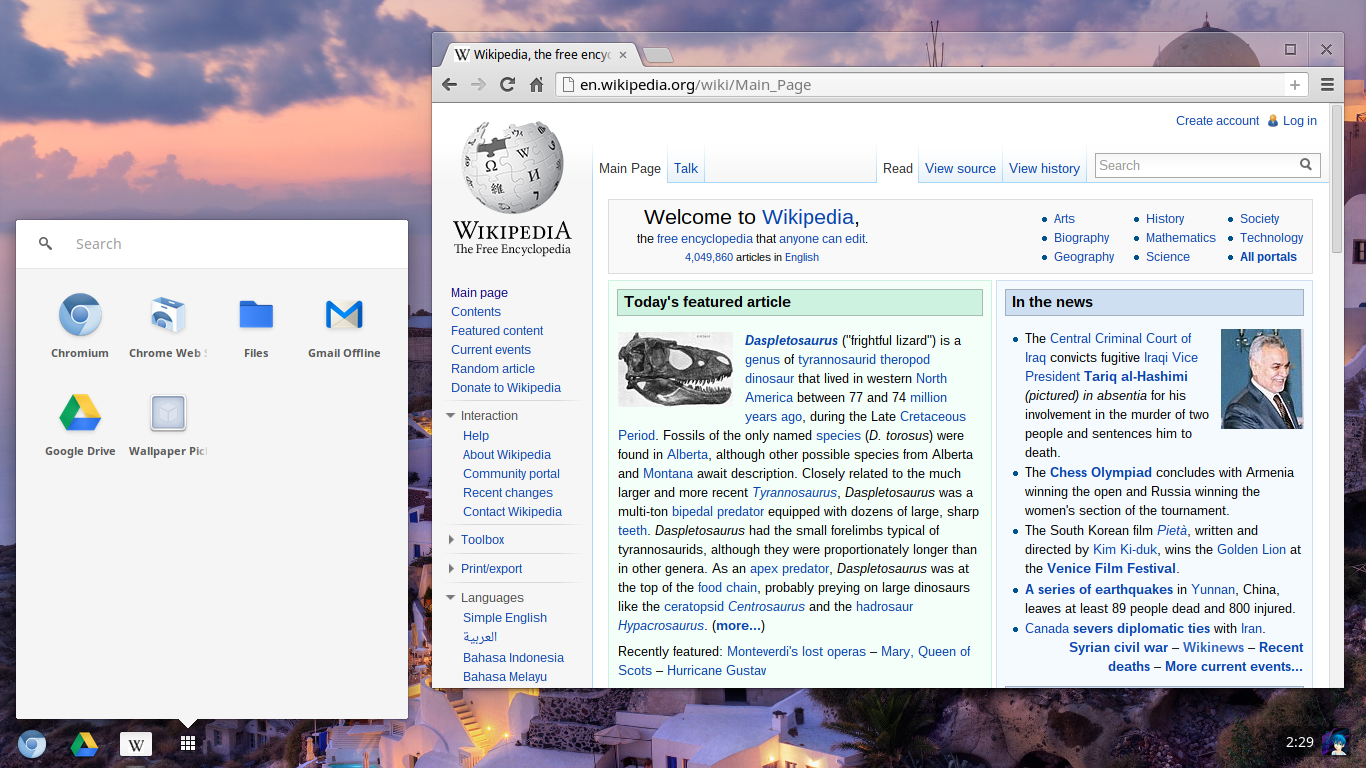
Chromium OS

Chromium OS este un sistem de operare realizat de Google bazat pe nucleul Linux. Browserul implicit al acestui Sistem de operare este Chromium. Multe browsere sunt bazate pe Chromium: Google Chrome, Opera, Brave, Microsoft Edge etc. Interfața acestui sistem de operare este foarte asemănătoare cu cea a Chrome OS. Chromium OS poate fi instalat fără stick sau DVD.